# Magnus Johannsson
Magnus Johannsson (* 16. Dezember 2006) ist ein chinesischer Sprinter, der international für Hongkong startet.

## Sportliche Laufbahn
Erste Erfahrungen bei internationalen Wettbewerben sammelte Magnus Johannsson im Jahr 2023, als er bei den U20-Asienmeisterschaften in Yecheon mit 21,90 s in der Vorrunde im 200-Meter-Lauf ausschied und mit der Hongkonger 4-mal-100-Meter-Staffel nicht ins Ziel kam. Im Jahr gewann er bei den U20-Asienmeisterschaften in Dubai in 20,92 s die Silbermedaille über 200 Meter. Zudem belegte er in 15,18 s den achten Platz über 110 m Hürden. Im August belegte er bei den U20-Weltmeisterschaften in Lima in 21,27 s den siebten Platz über 200 Meter und belegte mit der Staffel in 40,26 s den achten Platz. 2025 schied er bei den Asienmeisterschaften in Gumi mit 21,70 s im Semifinale über 200 Meter aus und gewann mit der Staffel in 39,10 s gemeinsam mit Chan Yat Lok, Lee Hong Kit und Kwok Chun Ting die Bronzemedaille hinter den Teams aus Südkorea und Thailand. Anschließend schied er bei den World University Games in Bochum mit 10,90 s und 21,76 s jeweils in der Vorrunde über 100 und 200 Meter aus.
2025 wurde Johannsson Hongkonger Meister im 200-Meter-Lauf.

## Persönliche Bestleistungen
- 100 Meter: 10,52 s (+1,6 m/s), 6. Juli 2024 in Hongkong
- 200 Meter: 20,92 s (+1,2 m/s), 26. April 2025 in Dubai (U20-Landesrekord)